# Meyerius incisus
Meyerius incisus är en spindeldjursart som först beskrevs av van der Merwe 1968.  Meyerius incisus ingår i släktet Meyerius och familjen Phytoseiidae. Inga underarter finns listade i Catalogue of Life.